# Dècada del 1310

## Esdeveniments
- Expansió de l'Imperi de Mali
- 1311 - Darrera gran batalla dels almogàvers
- Supressió dels templers
- Conquesta catalana del Ducat de Neopàtria
- Període de fam a Europa
- Nàpols assoleix els 30.000 habitants

## Personatges destacats
- Ramon Llull